# Mademoiselle Gaussin
Mademoiselle Gaussin, bürgerlich Jeanne-Catherine Gaussem (* 25. Dezember 1711 in Paris; † 2. Juni 1767 in La Villette),  war eine französische Schauspielerin.

## Leben
Der Vater Gaussins stand im Dienst des Schauspielers Michel Baron und ihre Mutter war Logenöffnerin an der Comédie-Française. Ihre schauspielerische Karriere begann Gaussin im Schloss von Saint-Ouven bei der Truppe von François-Bernard Potier de Gesvres. Im Jahr 1729 bekam sie dann ein Engagement in Lille, wo sie zwei Jahre blieb, um im Anschluss, im Jahr 1731, an der Comédie-Française zu debütieren. Gaussin galt als gutaussehend und nicht zuletzt wegen eines interessanten Akzents in ihrer Sprache gelang es ihr, sich in die Herzen der Zuschauer zu spielen. Der Boulevard sagte ihr unzählige Liebschaften nach, was sie aber völlig ignorierte. In jungen Jahren war sie mit Étienne-Michel Bouret, dem Leiter der Ferme générale, liiert und genoss sein Wohlwollen, bis sich diese Beziehung löste. Erst im Alter von 48 Jahren heiratete Gaussin, einen Tänzer der Pariser Oper, über den nichts Weiteres bekannt ist. Im Jahr 1763 setzte sie sich mit einer Pension der Comédie von 1500 Livre zur Ruhe und zog sich aus der Öffentlichkeit zurück. Der Grund hierfür lag in der Gewalttätigkeit ihres Ehemannes, die ihren frühen Abstieg ausgelöst hatte.

## Trivia
Gaussin hatte von Bouret ein billet en blanc, einen blanko unterschriebenen Schuldschein, bekommen, welches sie ihm, nach dem Ende ihrer Liaison zurückgab. Auf diesen hatte sie ich verspreche Gaussin mein ganzes Leben lang zu lieben geschrieben.

## Rollen (Auswahl)
- Junie in Britannicus von Jean Racine
- Agnes in L’école des femmes von Molière
- Zaïre in Zaïre von Voltaire
- Bérénice in Bérénice von Jean Racine